# 諏訪部定久
諏訪部 定久（すわべ さだひさ）は、戦国時代の武将。後北条氏の家臣。

## 経歴・人物
諏訪部氏は源満快の子孫を称する信濃源氏の家系。後に相模国に移り、初代諏訪部幸快の12代孫・定扶の代に後北条氏に仕えたという。その子・定邦が定久の父で、北条早雲に仕えて安芸守を称した。定久は相模国に生まれ、早雲の孫・北条氏康に仕えた。
家督は長男の出羽守定次が継承したが、次男・遠江守定勝は武蔵国秩父郡日尾城の城主を務めたことで知られる。また定次の後継には定勝の子・定吉が養嗣子に入り、その子孫が近世に旗本家として栄えた。また娘が北条氏の重臣・大道寺政繁や宅間上杉家の上杉規富などに嫁いだという。なお『寛政重修諸家譜』は三河国八名郡の国人・西郷右京進義勝の妻を定久の娘の一人としているが、北条家中にも義勝と同名の西郷右京亮が存在しており、定久の娘が嫁いだのはこちらだとする説がある。